# Старскі і Гатч (фільм)
«Старскі та Гатч» (англ. «Starsky & Hutch») — комедійний екшн режисера Тодда Філліпса. Є пародійною кіноадаптацією однойменного серіалу 1970-х років. Слоган фільму «Good Cops. Bad Hair». Прем'єра відбулася 26 лютого 2004 (в Україні 22 квітня 2004). Дітям до 13 років перегляд небажаний.

## Сюжет
Дія фільму відбувається в 1970-х роках. Шеф поліції вирішує зробити напарниками двох поліціянтів. Детектив Девід Старскі досвідчений поліціянт, який працює на вулицях Бей-Сіті в Каліфорнії. Він увесь час намагається довести собі та оточенню, що здатен виконувати свої обов'язки не гірше за свою матір — легенду міської поліції. У детектива Кена Гатчинсона інші погляди на образ ідеального охоронця закону.
Вони — найкрутіші поліціянти в місті. Принаймні так їм здається… У Дейва Старскі — найкрутіша тачка, а Кен Гатч — найбільший фахівець із дівчат. Щоб не вилетіти з роботи їм потрібна справді гучна справа. І випадок саме підвертається: місцевий олігарх готується провернути найприбутковішу угоду в історії наркобізнесу. Хлопці не повинні впустити свій шанс, тим паче, що їм готові допомогти найгарячіші красуні.

## У ролях
| Актор             | Роль                       |
| ----------------- | -------------------------- |
| Бен Стіллер       | Девід Старскі              |
| Оуен Вілсон       | Кен Гатчинсон              |
| Snoop Dogg        | Гаґґі                      |
| Вінс Вон          | Ріс Філдман                |
| Емі Смарт         | Голлі                      |
| Кармен Електра    | Стейсі                     |
| Фред Вільямсон    | Капітан                    |
| Джульєтт Льюїс    | Кітті                      |
| Бранд Родерік     | Гізер                      |
| Кріс Пенн         | Манетті                    |
| Террі Крюс        | Портер                     |
| Моллі Сімс        | місс Філдман               |
| Джейсон Бейтман   | Кевін                      |
| Джордж Чунг       | Чоу                        |
| Джеффрі Лоренцо   | Вілліс                     |
| Пол Майкл Глейзер | оригінальний Девід Старскі |
| Девід Соул        | оригінальний Кен Гатчинсон |

## Цікаві факти
- В кінці фільму Старскі і Гатч зустрічають дуже схожих на себе людей, але тільки старих. Це оригінальні Старскі і Гатч з однойменного серіалу.
- У мультсеріалі «Злюки Бобри» в одній із серій є пародія на цей фільм.
- Фільм закінчується піснею «Sweet Emotion» групи Aerosmith.
- Сцена в байкерському барі, де Гатч представляється як «Канзас» і «Тото», була взята з фільму «Безтурботний їздець». Пісня «The Weight» групи The Band на початку сцени звідти ж. Крім того, Канзас і Тото — посилання на фільм «Чарівник країни Оз».
- В телесеріалі «Касл» наводиться порівняння зі Старскі і Гатч.
- У грі «Lego City Undercover» в одній з місій головному героєві Чейзу Маккейну допомагають Стадскі і Клатч які є відсиланням до героїв цього фільму Старскі і Гатча.

## Нагороди
- Кармен Електра — «Премія каналу „MTV“» 2004 року за «Найкращий поцілунок».

## Знімальна група
- Режисер — Тодд Філліпс
- Сценарист — Джон О'Браєн, Тодд Філліпс, Скот Армстронг
- Продюсер — Вільям Блінн, Стюарт Корнфелд, Аківа Голдсман
- Композитор — Джин Мак-Даніел, Теодор Шапіро